# Die Spur des Falken
Die Spur des Falken ist ein US-amerikanischer Film noir aus dem Jahr 1941. Er gilt als Detektivfilm-Klassiker und markiert den meisten Filmhistorikern zufolge den Beginn der klassischen Ära des Film noir bzw. der Schwarzen Serie. John Huston schrieb das Drehbuch und führte Regie.
Hustons Regiedebüt war bereits die dritte Verfilmung des Romans Der Malteser Falke von Dashiell Hammett, ist aber näher an der Vorlage als die beiden vorherigen Versionen und legt den Schwerpunkt des Films auf die Charakterzeichnungen, wobei die eigentliche Handlung auf nur wenige Orte reduziert wird.
Die Privatdetektive Sam Spade und Miles Archer erhalten von einer Frau den Auftrag, einen zwielichtigen Charakter namens Floyd Thursby zu beschatten. Kurz darauf werden Archer und Thursby getötet, und Sam Spade versucht den Tod seines Partners aufzuklären. Bei seinen Ermittlungen stellt sich jedoch heraus, dass es sich mitnichten um, wie zunächst angenommen, einen einfachen Fall von Eifersucht handelt. Vielmehr dreht sich alles um eine goldene, mit Edelsteinen besetzte Statuette, den Malteser Falken.

## Handlung
In San Francisco betreiben Sam Spade und Miles Archer ein Detektivbüro. Dort erscheint eines Tages eine junge Frau, die sich als Ruth Wonderly vorstellt. Die Frau bittet Spade und Archer, ihre Schwester zu finden, die mit einem mysteriösen Mann namens Floyd Thursby durchgebrannt sei. Den einzigen Hinweis auf den Verbleib ihrer Schwester Corinne habe Wonderly aus einem Brief, in dem ihre Schwester schrieb, sie halte sich in San Francisco auf. Der galante Archer ist angetan von der attraktiven Wonderly und sofort bereit, Thursby zu suchen und zu beschatten. Spade kommt die ganze Sache dagegen nicht geheuer vor.
An einer Straßenecke wird Archer von einem Unbekannten erschossen. Spade erhält die Nachricht vom Tod seines Partners und bittet seine Sekretärin Effie Perine, Archers Frau Iva vom Tod ihres Mannes zu unterrichten. Spade selbst fährt mit einem Taxi zum Ort des Geschehens und wird von Detective Polhaus über den Hergang des Verbrechens aufgeklärt. Polhaus und Spade mutmaßen, dass Archer von jemandem umgebracht wurde, dem er vertraute. Auf die Frage des Polizisten, an welchem Fall Archer denn gearbeitet habe, antwortet Spade ausweichend. Kurz darauf wird die Leiche Thursbys gefunden und Spade gerät in Verdacht, seinen Partner gerächt zu haben.
Iva, mit der Spade ein Verhältnis hat, verdächtigt diesen des Mordes an ihrem Mann. Spades Sekretärin hingegen glaubt, Iva habe ihren Mann getötet, um Spade heiraten zu können.
Spade wirft Iva aus seinem Büro und macht sich daran, die Morde aufzuklären. Er begibt sich zu Ruth Wonderly, die, wie sich herausstellt, in Wahrheit Brigid O’Shaughnessy heißt und auch sonst jede Menge Lügen erzählt hat. Als Spade sie zur Rede stellt und nun endlich die Wahrheit über Thursby erfahren will, antwortet O’Shaughnessy ausweichend und bittet Spade, sie zu beschützen. Obwohl der Detektiv ihr nicht über den Weg traut, werden die beiden Partner. Eine weitere zwielichtige Figur taucht in Gestalt von Joel Cairo in Spades Büro auf. Auch er will Spade engagieren und bietet dem Detektiv 5.000 Dollar für die Beschaffung einer Falkenfigur. Spade, der zum ersten Mal von der Statue hört, wird von Cairo mit der Waffe bedroht und dieser durchsucht sein Büro. Cairo begründet das damit, dass er sich doch das Geld sparen würde, wenn Spade den Falken bereits jetzt habe. Trotz der Bedrohung bleibt der Vertrag zwischen beiden bestehen.
Nach diesem Zusammentreffen treffen sich Spade, O’Shaughnessy und Cairo in Spades Wohnung. Es stellt sich heraus, dass O’Shaughnessy und Cairo sich bereits kennen und verfeindet sind. O’Shaughnessy spricht von einem dicken Mann, der ebenfalls in der Stadt sei. Als sich beide prügeln und zwei Polizeidetektive, die inzwischen dazugekommen sind, alle drei mit auf die Wache nehmen wollen, versucht Spade die Polizei mit erfundenen Geschichten abzuwimmeln.
Später findet Spade heraus, dass Cairo mit dem Möchtegern-Gangster Wilmer Cook in Verbindung steht und der Chef der beiden wiederum Kasper Gutman ist – ein zwielichtiger und skrupelloser Verbrecher – der dicke Mann. Die drei stehen mit O’Shaughnessy in Konkurrenz um den Besitz der wertvollen Statue. Bei einem Gespräch mit Gutman erfährt Spade die Geschichte des Falken, der als Tribut des Malteserordens für Karl V., den König von Spanien, gedacht war, aber seit dem Jahr 1539 verschollen ist. Seit siebzehn Jahren schon verfolgt Gutman die Spur des Falken und hat ihn endlich in Hongkong gefunden. Den Wert schätzt Gutman auf eine Million Dollar.
Spade erhält die Statuette aus der Hand eines sterbenden Kapitäns, dessen Schiff gerade aus Hongkong in den Hafen von San Francisco eingelaufen ist. Bei einem weiteren Treffen, dieses Mal in Spades Wohnung, bei dem alle Beteiligten versammelt sind, klären sich einige Geheimnisse für Spade: Gutman, der glaubte, dass Thursby ein falsches Spiel spiele und den Falken für sich allein haben wolle, ließ ihn durch Cook umbringen, der auch den Kapitän niederschoss. Als die Sekretärin den Falken in die Wohnung Spades bringt, stellt sich heraus, dass der schwarz emaillierte Falke eine Fälschung aus Blei ist. Gutman hatte Spade bereits 10.000 Dollar angezahlt.
Gutman und Cairo beschließen nach Istanbul aufzubrechen und weiter nach dem Verbleib des Falken zu forschen. Wilmer hat sich mittlerweile unbemerkt aus dem Staub gemacht, nachdem die Gruppe beschlossen hatte, ihn der Polizei auszuliefern. Gutman, der Spade mit vorgehaltener Waffe dazu bewegt, ihm den Vorschuss auf den Falken zurückzugeben, verabschiedet sich höflich und verlässt mit Cairo Spade und O’Shaughnessy. Spade greift sofort zum Telefonhörer und verrät Gutman und Cairo an die Polizei. Diese werden wohl mit großer Wahrscheinlichkeit bald geschnappt werden.
Dann nimmt er sich O’Shaughnessy vor und zwingt sie, die Wahrheit zu gestehen. Sie wollte Thursby loswerden, um das Geld für den Falken allein abzukassieren. Thursby ließ sich nicht aus der Stadt verjagen und so versuchte sie Archer zu überzeugen, Thursby zu töten. Als Archer sich nicht darauf einließ, tötete sie ihn, um die Tat Thursby in die Schuhe zu schieben. Spade, der sich in die notorische Lügnerin verliebt hat, übergibt sie trotzdem der Polizei. Dies sei er seinem ermordeten Partner schuldig.
Die Polizei trifft ein und nimmt O’Shaughnessy fest. Als der Polizist Tom Polhaus den Malteser Falken begutachtet und Spade fragt, was das denn für eine Figur sei, spricht Spade den berühmten Schlusssatz: „Ein Stoff, aus dem man Träume macht.“

## Entstehungsgeschichte
John Huston hatte seit 1938 erfolgreich Drehbücher für die Warner Brothers geschrieben und erhielt 1941 bei diesem Film die Chance, zum ersten Mal Regie zu führen. Der 1930 erschienene Roman Der Malteser Falke von Dashiell Hammett war zuvor bereits zweimal verfilmt worden: 1931 als The Maltese Falcon mit Ricardo Cortez und Bebe Daniels in den Hauptrollen und 1936 als Satan Met a Lady mit Warren William und Bette Davis in den Hauptrollen unter Regie von William Dieterle. Während die Version aus dem Jahr 1931 nah an der Romanvorlage blieb, nahm sich die Version aus dem Jahr 1936 viele Freiheiten mit dem Roman Hammetts, war eher humoristisch geprägt und hatte keinen besonderen Erfolg. Warner Bros. entschied, den Roman ein drittes Mal umzusetzen, da es sich die Produktionsfirma während der Depression der 1930er-Jahre zum Prinzip gemacht hatte, die Rechte an den jeweiligen Vorlagen möglichst billig einzukaufen und dann vollständig auszuschöpfen. Die Filmrechte waren am 23. Juni 1930 für 8.500 US-Dollar gesichert worden. An dieser Neuverfilmung wirkten Robert Hass, der bereits in der Verfilmung aus dem Jahr 1931 die Ausstattung verantwortete, sowie Arthur Edeson, der Kameramann bei Satan Met a Lady war, erneut in ihren jeweiligen Funktionen mit.
Huston war bei dieser Verfilmung nicht nur Regisseur, sondern auch Drehbuchautor. Ähnlich wie Alfred Hitchcock für Rebecca erstellte Huston ein Storyboard, auf dem jede Filmszene präzisiert wurde. Nach Hustons Meinung hatten allerdings die früheren Drehbuchautoren und Regisseure es nicht verstanden, Hammetts Buch adäquat umzusetzen. Huston schrieb den Roman beinahe szenen- und dialoggetreu zum Drehbuch um, strich jedoch einige Charaktere (z. B. Gutmans Tochter Rhea). Zudem reduzierte er die Schauplätze auf einige wenige Orte (unter anderen das Detektivbüro, Sam Spades Apartment, einige Hotelzimmer) und schuf damit eine klaustrophobische Atmosphäre, die durch die Kameraführung, die Kameraeinstellungen sowie die Musik unterstützt wurde. So wurden auch die Produktionskosten niedrig gehalten. Auch das vergleichsweise schwach ausgeleuchtete Set trug nicht nur zu diesem Effekt bei, sondern senkte ebenfalls die Kosten: Die Kargheit vieler Einrichtungsgegenstände konnte durch die schwache Beleuchtung verschleiert werden.
Eine Vorgabe des Studios war es, George Raft die Hauptrolle des Sam Spade spielen zu lassen, doch Raft lehnte es ab, unter einem unerfahrenen Regisseur zu arbeiten. Huston vergab die Rolle dann an seinen Freund Humphrey Bogart, der zu dieser Zeit einer der führenden Darsteller in Low-Budget-Produktionen war, jedoch bis dahin in ambitionierteren Filmen auf Schurken in Nebenrollen abonniert war. Die Rolle der Brigid sollte zunächst an Geraldine Fitzgerald gehen, die sie jedoch ablehnte. Dann wurde Mary Astor für die Hauptrolle verpflichtet. Besonders schwer fiel die Besetzung des korpulenten Kaspar Gutman. Nachdem verschiedene Kandidaten verworfen worden waren, holte Huston den 62-jährigen Theaterschauspieler Sydney Greenstreet vor die Kamera. Für Greenstreet wurde dies ein glänzendes Filmdebüt, das ihm sofort eine Oscar-Nominierung einbrachte.
Die Spur des Falken besaß ein bescheidenes Budget von 381.000 US-Dollar und gehört damit zu den Low-Budget-Filmen. Die Dreharbeiten dauerten vom 9. Juni 1941 bis zum 18. Juli 1941. Die Kosten lagen, eventuell wegen der um zwei Tage verkürzten Film-Aufnahmen, mit 327.000 US-Dollar unter der Budgetgrenze. Die relativ niedrigen Produktionskosten ergeben sich zum Teil daraus, dass die bei den jeweiligen Filmstudios unter Vertrag stehenden Schauspieler nicht je Film bezahlt wurden, sondern ein Jahresgehalt erhielten. Bogart, zum Beispiel, erhielt für das Jahr 1941 ein Gehalt von 96.525 US-Dollar.
Der Studiochef Jack L. Warner war von der Hintergrundgeschichte der Statue sehr angetan. Er setzte durch, dass Huston der Figur Kasper Gutmans mehr Text gab. Zudem erzählt der Film im Vorspann mit einigen erklärenden Sätzen, dass die Tempelritter auf Malta dem spanischen König die Statue im Jahre 1539 als Tribut schicken wollten, diese jedoch von Piraten geraubt wurde und seitdem verschollen sei. Tatsächlich war der Templerorden zu jener Zeit bereits aufgelöst und die Johanniter des Souveränen Malteserordens auf Malta ansässig.

## Wirkung
Huston setzte in seinem Film ganz auf die Präsenz von Humphrey Bogart in seiner Rolle als Samuel Spade. So gibt es im ganzen Film überhaupt nur eine Szene, in der Bogart nicht anwesend ist (als sein Partner Miles Archer erschossen wird). Die Kamera ist immer nahe an Bogart/Spade und die meisten Einstellungen vermitteln dem Zuschauer das Gefühl, das Geschehen aus seiner Sicht zu betrachten oder ihm zumindest über die Schulter zu schauen. Dabei ist der Detektiv anfangs ein eher unsympathischer, kaltschnäuziger Typ, der seinen Partner beinahe ablehnt, sogar ein Verhältnis mit dessen Frau hat, und sich ständig – auf diffuse Weise – am Rande der Legalität bewegt. Als Spade in ein Netz aus Intrigen und Lügen gerät und sogar verdächtigt wird, Thursby oder Archer oder gar beide getötet zu haben, gewinnt der Antiheld an Sympathie, zumal Spade bei allem, was er tut, sich und seinen Prinzipien treu bleibt.
Huston erzeugt Tempo durch ständige Telefonate, Taxifahrten und daraus resultierende Ortswechsel.
Hinzu kommt, dass der Film durchgehend bei Nacht spielt und dass jede auftretende Person anscheinend hinter der ominösen Figur des Falken her ist, so auch der halbseidene Joel Cairo, der Pässe mit unterschiedlicher Nationalität mit sich trägt und dessen Homosexualität unter anderem durch parfümierte Taschentücher angedeutet wird.
Weitere Beispiele sind die zunächst naiv erscheinende Brigid O’Shaughnessy/Ruth Wonderly, die sich als gefährliche Femme fatale herausstellt, der Gangsterboss Kasper Gutman, der für einen Bösewicht viel zu kultiviert erscheint, sowie sein beinahe Mitleid erregender und unfähiger Revolvermann Wilmer Cook. Alle tragen ein Geheimnis mit sich, das zu lösen der Zuschauer aufgefordert ist.
Einzig Spades Sekretärin Effie Perine erscheint als ruhender Pol inmitten der mysteriösen Geschehnisse.
Mit seiner Adaption des Malteser Falken brachte Huston den von Hammett und Raymond Chandler geschaffenen Typ des Hardboiled-Detective adäquat auf die Leinwand.

## Sonstiges
In den USA fand die Filmpremiere am 3. Oktober 1941 statt, in den deutschen Kinos war der Film zum ersten Mal 1948 zu sehen.
Der Film enthält ein selbstreflexives Moment: Als Spade am Schauplatz des Mordes an Archer mit Polhaus spricht, ist ein zerfetztes Filmplakat zu sehen. Das Plakat wirbt für den Film Swing Your Lady (1938) mit Humphrey Bogart in der Hauptrolle.
Eine aufgrund des großen Erfolges geplante Fortsetzung scheiterte an Hammetts überzogener Honorarforderung.
John Huston setzte seinen Vater, den bekannten Schauspieler Walter Huston, in einem Cameo-Auftritt als Schiffsoffizier ein.
Der Schlusssatz bezieht sich auf William Shakespeare – The Tempest (Der Sturm), 4. Akt, 1. Szene, in dem Prospero sagt: „We are such stuff as dreams are made on“ (Wir sind vom gleichen Stoff, aus dem man Träume macht).
1975 erschien eine lose Fortsetzung mit der Krimikomödie Die Jagd nach dem Malteser Falken (Originaltitel The Black Bird) unter Regie von David Giler. Die Hauptrolle des Sam Spade, Jr., im Film der Sohn des verstorbenen Sam Spade, übernahm George Segal. Lee Patrick als Sekretärin Effie und Elisha Cook als Wilmer nahmen ihre Rollen aus dem Film von 1941 wieder auf. Der Film fiel bei den meisten Kritikern durch.

## Synchronisation
Die deutsche Synchronfassung entstand unter Leitung von Wolfgang Schick im Jahre 1964. Die Fassung gibt dem Film einen gänzlich anderen Charakter. So wurde die komplette Filmmusik durch beschwingte Jazz-Themen ersetzt, die nicht in die Entstehungszeit des Films passen, sondern eher in die Nachkriegszeit, während die Dialoge in eine parodistische Richtung gehen, so dass die ursprüngliche Atmosphäre und damit auch die intendierte Spannung nicht unerheblich verlorengehen.
| Rolle                | Schauspieler       | Dt. Synchronsprecher |
| -------------------- | ------------------ | -------------------- |
| Sam Spade            | Humphrey Bogart    | Arnold Marquis       |
| Bridget O’Shaugnessy | Mary Astor         | Elisabeth Ried       |
| Iva Archer           | Gladys George      | Eva Pflug            |
| Joel Cairo           | Peter Lorre        | Klaus Schwarzkopf    |
| Caspar Gutman        | Sydney Greenstreet | Hans Hinrich         |
| Effi Perrine         | Lee Patrick        | Eleonore Noelle      |
| Det. Lt. Dundy       | Barton MacLane     | Hans W. Hamacher     |
| Tom Polhaus          | Ward Bond          | Heinz Engelmann      |

## Rezeption
Das Musikduo Jon & Vangelis nutzt in seinem Song The Friends of Mr. Cairo des gleichnamigen Albums den Film als Aufhänger zu Reflexionen über das Kino. Dabei werden auch Dialoge des Films in dem Song zitiert.

## Kritiken
„Der Beginn der ‚Schwarzen Serie‘, die Adjektive des Film Noir sind viel versprechende Gründe diesen Film zu bewundern, doch die Enttäuschung ist unvermeidbar. Daran ist nicht der Film schuld, sondern die Zeit. Mit Beginn der Ära pessimistischer, düsterer Filme wird nach heutiger Sicht kein beeindruckender Einstieg gezeigt, man sieht lediglich eine vage Andeutung. Wer auf einen Sturm hofft, bekommt höchstens Gewitterwolken zu sehen, dafür ist der heutige Zuschauer schon zu verwöhnt.“

„Legendärer stilbildender Film der amerikanischen ‚Schwarzen Serie‘, die er mitdefinierte, perfekt gebaut, bestechend gespielt, zynisch, pessimistisch und voller schwärzestem Humor, präzise in den Dialogen, beeindruckend in der Dichte der ‚schwarzen‘ Atmosphäre, die nicht zuletzt durch eine Lichtsetzung in der Tradition des deutschen Expressionismus erreicht wird.“

„For The Maltese Falcon, which swooped down onto the screen of the Strand yesterday, only turns out to be the best mystery thriller of the year, and young Mr. Huston gives promise of becoming one of the smartest directors in the field. (Über Die Spur des Falken, der gestern förmlich auf die Leinwand sprang, ist nur zu sagen, dass es sich um den besten Mysterythriller des Jahres handelt, und der junge Mr. Huston sich mit Sicherheit als einer der intelligentesten Regisseure der Zukunft anbietet.)“

„Die perfekte Visualisierung von Dashiell Hammetts Thriller.“

„Die Spur des Falken war ein eindrucksvoller Debütfilm […]. Aber überbewertet, redselig, langsam und oft mit einer schwerfälligen Kameraführung. Bogarts Launen wechseln ständig und Mary Astors Brigid hilft auch nicht weiter, illustriert aber Hustons Frauenfeindlichkeit.“

## Auszeichnungen
Die Spur des Falken erhielt bei der Oscarverleihung 1942 drei Oscar-Nominierungen, konnte sich aber in keiner Kategorie durchsetzen:
- Bester Film
- Bestes Drehbuch (John Huston)
- Bester Nebendarsteller (Sydney Greenstreet)

Humphrey Bogart und Mary Astor gewannen 1941 jeweils den Preis als beste Darsteller des National Board of Review.
Im Jahr 1989 wurde Die Spur des Falken als einer der ersten Filme in das National Film Registry der als besonders erhaltenswert geltenden US-Filme aufgenommen.
In den im Jahr 1998 vom American Film Institute zusammengestellten Top-100-Listen ist Die Spur des Falken dreimal vertreten: In der Liste der 100 besten amerikanischen Filme aller Zeiten auf Platz 23 und in der Liste der 100 besten amerikanischen Thriller auf Platz 26. In der Liste der 100 besten Filmzitate aller Zeiten rangiert The stuff that dreams are made of. („Das ist der Stoff, aus dem die Träume sind.“) auf Platz 14.